# 楊調鼎
楊調鼎（？—？），號位予，直隸廣平府成安縣人，明朝政治人物。

## 生平
崇禎四年（1631年）辛未科進士。初知河内縣，開渠百里以灌溉民田。流寇猖獗，防兵缺饷鼓噪，調鼎諭以大義，立解散。擢禮部郎，遷河南驿传道僉事。流寇圍開封府，協力守城，两月賊乃退。升督粮參議，歸，年八十卒。